# Stazione di Carugo-Giussano
La stazione di Carugo-Giussano è una fermata ferroviaria ubicata nel territorio comunale di Carugo sulla ferrovia Milano-Asso.

## Strutture e impianti
L'impianto è gestito da FerrovieNord.
La fermata è costituita da una sola banchina a servizio passeggeri; questa si estende per circa 220 metri con andamento rettilineo. La banchina, di altezza molto inferiore agli standard lombardi, dal 25 agosto 2015 è dotata di pensilina.

## Movimento
La stazione è servita da treni regionali cadenzati operati da Trenord nell'ambito del contratto di servizio stipulato con la Regione Lombardia.

## Servizi
- Biglietteria self-service